# دریاچه آیبوگیر
دریاچه آیبوگیر (به لاتین: Lake Aibugir) یک دریاچه است که در ترکمنستان واقع شده‌است.